# 定平郡
定平郡（チョンピョンぐん）は、朝鮮民主主義人民共和国咸鏡南道の南部に位置する郡。

## 地理
北に咸州郡、西に耀徳郡、南に金野郡と隣接している。東は日本海（東朝鮮湾）に面する。
東南部の平野（定平平野）は咸興平野に連なるが、総じて山がちな地形である。北西側には狼林山脈が走っており、最高峰は白山（ペクサン/백산、1834m）である。ほかにノラン峰（노란봉、1734m）、剣山嶺（コムサンニョン/검산령、1131m）がある。

## 行政区画
1邑・2労働者区・42里を管轄する。
| - 定平邑（チョンピョンウプ） - 新上労働者区（シンサンノドンジャグ） - 用興労働者区（ヨンフンノドンジャグ） - 高陽里（コヤンニ） - 館坪里（クァンピョンニ） - 光興里（クァンフンニ） - 旧邑里（クウムニ） - 旧倉里（クチャンニ） - 岐山里（キサンニ） - 南昌里（ナムチャンニ） - 内洞里（ネドンニ） - 多湖里（タホリ） - 独山里（トクサンニ） - 東川里（トンチョンニ） - 東下里（トンハリ） - 東湖里（トンホリ） - 栗城里（リュルソンニ） - 文峯里（ムンボンニ） - 文昌里（ムンチャンニ） - 文興里（ムヌンニ） - 復興里（ポクンニ） - 鳳坮里（ポンデリ） | - 富坪里（プピョンニ） - 泗洙里（サスリ） - 三島里（サムドリ） - 西京里（ソギョンニ） - 宣徳里（ソンドンニ） - 新成里（シンソンニ） - 新川里（シンチョンニ） - 新坪里（シンピョンニ） - 新豊里（シンプンニ） - 長洞里（チャンドンニ） - 長川里（チャンチョンニ） - 長興里（チャンフンニ） - 朝陽里（チョヤンニ） - 仲坪里（チュンピョンニ） - 倉新里（チャンシンニ） - 草原里（チョウォンニ） - 太陽里（テヤンニ） - 豊陽里（プンヤンニ） - 河南里（ハナムニ） - 香洞里（ヒャンドンニ） - 湖南里（ホナムニ） - 湖中里（ホジュンニ） - 禾洞里（ファドンニ） |

## 歴史
古くは高句麗、ついで女真の領域であった。女真と高麗との間で争奪が行われ、983年には高麗によって千丁万戸府が置かれている。1041年には城郭と関門が築かれて定州防禦使が置かれ、元興・宣徳とともに北方辺境防衛の要衝となり、女真との境界となる千里長城の一部を構成した。その後モンゴル帝国の支配下に入るが、1356年に恭愍王が高麗による支配を回復し、都護府を置いた。朝鮮王朝には咸鏡道に属するが、太宗は、平安道の定州と区別するためにこの地を定平と改称した。1895年に定平郡となった。
1952年時点の定平郡は、5面216里から構成されていた。
1952年12月に行われた北朝鮮の行政区画再編により新上郡を分割、定平郡定平面・朱伊面・高山面、広徳面の一部、咸州郡の一部を併せた新たな定平郡（1邑27里）を構成した。
1974年1月には新上郡を廃止し、再び定平郡に統合した。

### 年表
この節の出典
- 983年 - 千丁万戸府が置かれた。
- 1041年 - 定州防禦使が置かれた。
- 1356年 - 定州都護府が置かれた。
- 太宗代 - 定州が定平に改称された。
- 1895年 - 咸興府定平郡となる（二十三府制）
- 1896年 - 咸鏡南道定平郡となる。
- 1914年4月1日 - 郡面併合により、咸鏡南道定平郡に以下の面が成立。(9面)
  - 府内面・朱伊面・広徳面・高山面・長原面・文山面・春柳面・帰林面・宣徳面
- 1939年 (9面)
  - 府内面が定平面に改称。
  - 春柳面が新上面に改称。
- 1941年4月1日 - 宣徳面が咸州郡に編入。(8面)
- 1952年12月 - 郡面里統廃合により、咸鏡南道定平郡定平面・朱伊面・高山面および広徳面の一部、咸州郡朱地面の一部地域をもって、定平郡を設置。定平郡に以下の邑・里が成立。(1邑28里)
  - 定平邑・東峯里・多湖里・湖南里・独山里・上倉里・豊松里・松亭里・新徳里・雲峰里・新京里・王楽里・楸上里・甫中里・長川里・長興里・長洞里・文昌里・新川里・栗城里・香洞里・太陽里・旧邑里・鳳坮里・興峰里・高陽里・旧倉里・興上里・項水里
- 1953年 (1邑30里)
  - 新京里の一部が分立し、浦項里が発足。
  - 東峯里の一部が分立し、蘆洞里が発足。
  - 雲峰里の一部が東峯里に編入。
  - 多湖里の一部が独山里に編入。
- 1954年10月 (1邑23里)
  - 興上里・項水里・新徳里・松亭里・浦項里・新京里・王楽里・雲峰里・東峯里・蘆洞里・興峰里・豊松里・上倉里・楸上里・甫中里が新設の興上郡に編入。
  - 新上郡西京里・湖中里・南昌里・倉新里・宣徳里・東湖里・三島里および富坪里の一部を編入。
  - 独山里の一部が太陽里に編入。
  - 湖南里の一部が定平邑に編入。
- 1961年3月 - 新上郡三徳里が南昌里に編入。(1邑23里)
- 1974年1月 - 新上郡新上邑・文峯里・館坪里・用興里・仲坪里・泗洙里・草原里・豊陽里・岐山里・東川里・文興里・内洞里・新坪里・河南里・東下里・光興里・朝陽里・禾洞里・復興里・新成里・新豊里を編入。(1邑1労働者区43里)
  - 新上邑が新上労働者区に降格。
- 1987年10月 - 用興里が用興労働者区に昇格。(1邑2労働者区42里)

#### 新上郡
- 1952年12月 - 郡面里統廃合により、咸鏡南道定平郡新上面・長原面・文山面・帰林面および広徳面の一部、咸州郡宣徳面、永興郡仁興面の一部地域をもって、新上郡を設置。新上郡に以下の邑・里が成立。(1邑27里)
  - 新上邑・文峯里・三徳里・西京里・倉新里・湖中里・宣徳里・東湖里・三島里・館坪里・用興里・泗洙里・草原里・豊陽里・岐山里・東川里・文興里・内洞里・新坪里・河南里・東下里・光興里・朝陽里・禾洞里・復興里・新成里・富坪里・南昌里
- 1953年 (1邑28里)
  - 用興里・泗洙里の各一部が合併し、仲坪里が発足。
  - 仁興郡中東里の一部が新坪里に編入。
- 1954年10月 (1邑21里)
  - 南昌里・宣徳里・西京里・東湖里・三島里・湖中里・倉新里および富坪里の一部が定平郡に編入。
  - 文興里の一部が仁興郡旺場里に編入。
  - 富坪里の残部および光興里・新成里の各一部が合併し、新豊里が発足。
- 1961年3月 - 三徳里が定平郡南昌里に編入。(1邑20里)
- 1974年1月 - 新上郡廃止。
  - 新上邑・文峯里・館坪里・用興里・仲坪里・泗洙里・草原里・豊陽里・岐山里・東川里・文興里・内洞里・新坪里・河南里・東下里・光興里・朝陽里・禾洞里・復興里・新成里・新豊里が定平郡に編入。

## 交通

### 鉄道
- 平羅線
  - 文峰駅 - 新上駅 - 富坪駅 - 定平駅

### 空路
- 宣徳飛行場